# Dasyvalgus udei
Dasyvalgus udei är en skalbaggsart som beskrevs av Hermann Julius Kolbe 1904. Dasyvalgus udei ingår i släktet Dasyvalgus och familjen Cetoniidae. Inga underarter finns listade i Catalogue of Life.